# Aéroport Harry Mwanga Nkumbula de Livingstone
L'aéroport international Harry Mwanga Nkumbula (code IATA : LVI • code OACI : FLHN), anciennement aéroport de Livingstone (OACI : FLLI), est un aéroport international sur le bord nord de Livingstone, en Zambie. L'aéroport est nommé d'après Harry Mwanga Nkumbula, qui était le leader de l'Afrique du Congrès National de la Zambie. Il est l'aéroport le plus proche des Chutes Victoria.
Actuellement, l'aéroport est en pleine expansion; le nouveau terminal de l'ouverture est prévue pour 2014.

## Situation
| Chipata Livingstone Lusaka Mansa M'fuwe Ndola Solwezi Kasama |

## Compagnies aériennes et destinations
| Compagnies       | Destinations                              |
| ---------------- | ----------------------------------------- |
| Airlink          | Johannesbourg OR Tambo, Kruger Mpumalanga |
| CemAir           | Johannesbourg OR Tambo                    |
| FlySafair        | Johannesbourg OR Tambo                    |
| Kenya Airways    | Le Cap, Nairobi-J. Kenyatta               |
| Proflight Zambia | Lusaka                                    |
| Zambia Airways   | Johannesbourg OR Tambo, Lusaka            |